# Adesmus pysasu
Adesmus pysasu là một loài bọ cánh cứng trong họ Cerambycidae.